# Shliḥuto shel Ha'Memuneh al Mash'abey Enosh
Shliḥuto shel Ha'Memuneh al Mash'abey Enosh é um filme de drama israelita de 2010 dirigido e escrito por Eran Riklis. Foi selecionado como representante de Israel à edição do Oscar 2011, organizada pela Academia de Artes e Ciências Cinematográficas.

## Elenco
- Mark Ivanir
- Reymond Amsalem
- Gila Almagor
- Noah Silver
- Guri Alfi
- Irina Petrescu
- Julian Negulesco
- Rosina Cambos
- Bogdan E. Stanoevitch
- Ofir Weil
- Roni Koren
- Papil Panduru
- Danna Semo
- Sylwia Drori